# Baboszewo (plaats)
Baboszewo is een dorp in het Poolse woiwodschap Mazovië, in het district Płoński. De plaats maakt deel uit van de gemeente Baboszewo en telt 1800 inwoners.

## Verkeer en vervoer
- Station Baboszewo